# Nikita Abramov
Pour les articles homonymes, voir Abramov.
Nikita Abramov, né le 2 juin 1989 à Tachkent, est un coureur cycliste ouzbek.

## Biographie
En 2016, Nikita Abramov prend la troisième place du championnat d'Ouzbékistan sur route.
En 2017, il est engagé par le club du Cycle Poitevin, en France. Évoluant en deuxième catégorie, il s'impose notamment sur le Tour de la Boixe, devant son coéquipier Christian Monier, et réalise plusieurs places d'honneur.
Pour la saison 2018, le coureur ouzbek rejoint le Team Poitou Mondovélo, en division nationale 3.

## Palmarès et résultats

### Palmarès par année
- 2011
  - 2e du championnat d'Ouzbékistan sur route espoirs
- 2016
  - 3e du championnat d'Ouzbékistan sur route

### Classements mondiaux
| Année         | 2012 | 2013 | 2014 | 2015 | 2016 |
| ------------- | ---- | ---- | ---- | ---- | ---- |
| UCI Asia Tour | 226e |      |      | 261e | 271e |